# Тер-Аванесян, Мартик
Мартик Тер-Аванесян (перс. مارتیک درآوانسیان‎; 1937, Эфиопия — 2009, Казвин, Иран) — иранский ортопед армянского происхождения. Отец технической ортопедии в Иране.  
Основав новую науку — техническую ортопедию, он сделал первые шаги в предоставлении реабилитационных услуг для тех, кто ищет помощи и нуждающихся в Иране, а также основал технические и ортопедические центры в нескольких крупных городах.
Тер-Аванесян был известен как один из великих профессоров в области ортопедии, на протяжении многих лет он лечил в реабилитационном центре Красного Полумесяца больных с физическими и двигательными нарушениями, в том числе ветеранов и инвалидов. Погиб в результате крушения самолета Тегеран-Ерван в 2009 году.